# Jules-Frédéric Ballavoine
Jules-Frédéric Ballavoine né le 29 août 1842 à Paris (ancien 8e) et mort le 3 février 1914 à Asnières-sur-Seine,, est un peintre et illustrateur français, spécialisé dans le nu féminin, qui connaît une certaine notoriété aux débuts de la Troisième République.

## Biographie
La date de naissance de Jules-Frédéric Ballavoine a longtemps fait débat. Selon le Livre d'or du Salon de 1880, le peintre est né à Paris en 1842, ce qui s'avère, mais selon d'autres sources, c'est en 1855, bien que cette date soit incompatible avec le fait qu'il expose au Salon dès 1865 (voir plus loin). La Bibliothèque nationale allemande et la Library of Congress indiquent quant à elles le 28 août 1844 en se référant à l'édition de l'Allgemeines Künstler-lexikon de 1992 qui ne cite pas ses sources.
Ballavoine entre à l'école des beaux-arts de Paris en 1863, dans la classe d'Isidore Pils.
Il présente une première huile sur toile au Salon de 1865, intitulée Un Canard agacé. Il habite à cette époque au 170 rue du Faubourg-Saint-Antoine.
Il devient un fidèle exposant du Salon, et y présente régulièrement des toiles durant plus de trente ans : il signe tous ses travaux « J. Ballavoine ». Son atelier migre rue de La Tour-d'Auvergne vers 1872, d'abord au 6 puis au 12 et enfin au 16, son adresse définitive à partir de 1876. Il y donne quelques leçons de peinture : il a pour élève Henri-Julien Dumont, à la fin des années 1870.
En 1871, un prince russe, non identifié, lui commande une toile reproduisant un rêve qu'il a fait : en échange de 20 000 francs-or, somme considérable à l'époque, Ballavoine exécute donc pour le commanditaire Un rêve, toile de grand format qui est présentée l'année suivante au Salon et fait forte impression jusque dans la presse étrangère.
En 1878, il décroche une mention honorable pour Une partie de campagne aux environs de Paris, grande toile mettant en scène une famille déjeunant sur l'herbe. La toile est présentée au pavillon des arts de l'exposition universelle de Paris.
En 1880, il décroche la médaille de troisième classe pour La Séance interrompue, grande toile de 2 m sur 1,60, représentant une jeune fille épaules et pieds nus, assise sur un divan à côté d'une palette.
À compter de 1877, l'éditeur Ludovic Baschet l'invite à figurer dans sa Galerie contemporaine : grâce au procédé de la photoglyptie, et entre autres à des photographes comme Adolphe Braun, plusieurs toiles de Ballavoine sont reproduites. Le peintre exécute par ailleurs pour Baschet un certain nombre de vignettes.
Il est invité aux sélects dîners de la Vrille au restaurant Le Brébant à partir de 1879.
Son dernier Salon remonte à 1911, moins de trois ans avant son décès intervenu à l'âge de 71 ans.

## Œuvre

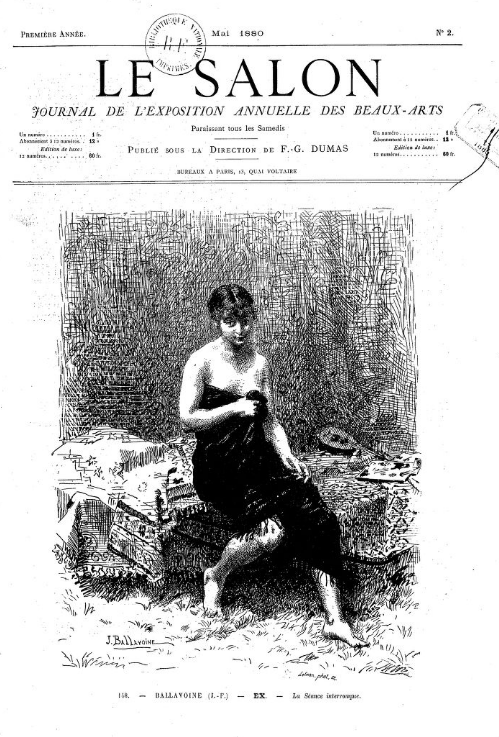
La Séance interrompue en une du journal Le Salon (mai 1880).

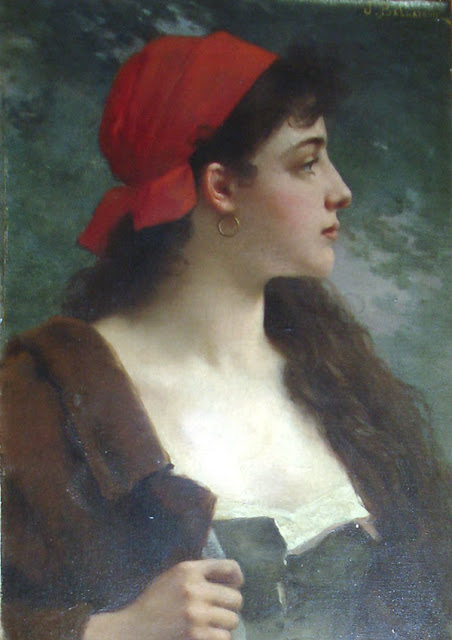
La Sauvageonne, présentée au Salon de 1892.

Reconnu en son temps, son œuvre tombe rapidement dans l'oubli avec la Première Guerre mondiale. La grande majorité de sa production se trouve dans des collections particulières. Depuis le début des années 2000, on assiste à une résurgence de sa présence dans les salles de vente. Selon Schurr et Cabanne (2014), son travail possède la finesse d'un Jean Béraud quand il traite du spectacle de la rue.

### Œuvres exposées dans les Salons
Voici les différents travaux (huiles sur toile, sauf mention contraire) de Ballavoine présentés de 1865 à 1911 aux principaux salons de peinture  :

#### Salon de Paris
- Salon de 1865 : 
  - Un canard agacé (n° 89)
- Salon de 1869 : 
  - Portrait de l'auteur (n° 2489), dessin à la mine de plomb
- Salon de 1870 : 
  - Portrait de Mlle Blanche B... (n° 109)
- Salon de 1872 : 
  - Un Rêve (n° 51), huile sur panneau décoratif, 70 x 104 cm[9]
- Salon de 1874 :
  - Le Bouquet de fête (n° 66)
- Salon de 1875 : 
  - La Cigale (n° 79), d'après le fable de La Fontaine (La cigale ayant chanté tout l'été)
  - La Cigale (n° 80), d'après la fable de La Fontaine (Se trouva fort dépourvue / Quand la bise fut venue)
- Salon de 1876 : 
  - Le Bouquet du fiancé (n° 71)
  - Méditation (n° 72)[10]
- Salon de 1877 : 
  - Plaisir d'été (n° 96), panneau décoratif
  - La Bouderie (n° 97), panneau décoratif
- Salon de 1878 : 
  - Portrait de Mme J. de B... (n° 98)
  - Une partie de campagne aux environs de Paris (n° 99)[11]
- Salon de 1879 : 
  - Le Tir (n° 135)
- Salon de 1880 : 
  - La Séance interrompue (n° 148)
- Salon de 1882 : 
  - Les Aquarellistes (n° 102)
- Salon de 1883 : 
  - Au Marché-aux-Fleurs (n° 97)
  - La Petite bohémienne (n° 98)
- Salon de 1884 :
  - Le Canotier Pâris (n° 95)
  - Avant la répétition (n° 96)
- Salon de 1885 : 
  - Portrait de Mme J. C... (n° 124)
  - Dans les rochers (n° 125)
  - En Marne (n° 2522), aquarelle
- Salon de 1886 :
  - Sur la plage, marée basse (n° 100)
- Salon de 1887 :
  - Fin d'intrigue (n° 96)
  - Étude (n° 97)
- Salon de 1888 :
  - Fragilité (n° 114)
- Salon de 1889 :
  - L'Imprévu (n° 102)
  - Sur les galets (n°103)
- Salon de 1890 :
  - Les Indiscrets (n° 86)
  - Sur la terrasse (n° 87)
- Salon de 1891 :
  - Lassitude (n° 60)
- Salon de 1892 : 
  - Le Printemps (n° 57)
  - Sauvageonne (n° 58)
- Salon de 1893 :
  - Portrait de Me L. M... (n°61)
  - Brunette (n° 62)
- Salon de 1895 :
  - Première sensation (n° 92)
- Salon de 1896 :
  - L'Écrivain
  - Isolées
- Salon de 1909 : 
  - La Séance en plein air[12]
- Salon de 1911 : 
  - L'Étang discret

#### Salon de Mulhouse
- Salon de 1883 : 
  - La Partie de pêche (n° 12)
  - Tête de jeune fille (n° 13)
- Salon de 1885 :
  - Mignon (n° 3)
- Salon de 1886 :
  - Printemps (n° 13)
- Salon de 1893 :
  - Les Distraits, sur la plage (n° 15)
  - Sur les hauteurs de Trouville (n° 16)

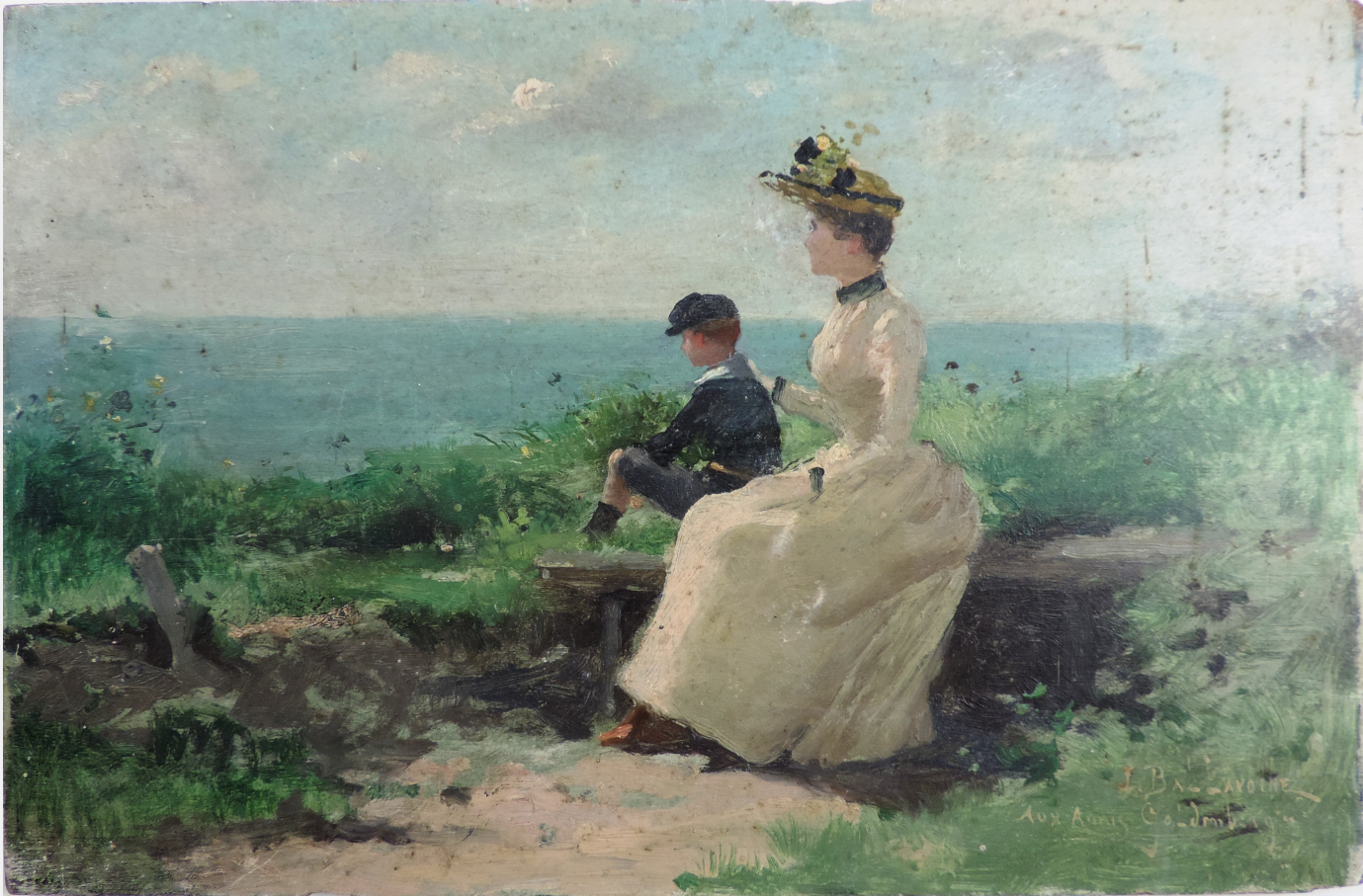
Femme et enfant au bord de la mer, huile sur panneau, 18 x 27 cm. Nemours, Château-Musée, 2021.0.593

- Salon de 1896 :
  - Baigneuse (n° 15)
- Salon de 1899 :
  - Jeunesse (n° 13)

### Œuvres exposées dans les musées
- Femme et enfant au bord de la mer, huile sur panneau, 18 x 27 cm. Nemours, Château-Musée.
- Plaisir d'été, estampe d'après le panneau de 1877, 30 x 45 cm, Maison Fournaise, Chatou.
- The Singing Girl (avant 1888), huile sur panneau, 40 x 29 cm, The Warrnambool Art Gallery, Warrnambool City Council, Australie.
- Portrait d'une actrice de l'Opéra, fin XIXe, huile sur toile, 89 x 55 cm, musée des beaux-arts de Bordeaux.
- Jeune Fille, s.d., huile sur toile, 46 x 38 cm, musées royaux des beaux-arts de Belgique.
- Idle moments [Jeune Femme rousse de profil][13], s.d., huile, 54 x 38 cm, Woodmere Art Museum, Philadelphie.